# 謡声（ウタゴエ）
「謡声（ウタゴエ）」は、MUCCの14枚目のシングル。2006年8月23日発売。発売元はユニバーサルミュージック。

## 概要
- 通常盤・初回限定盤の2種リリース。初回限定盤はMUCC WORLD TOUR 2006 Special DocumentのDVD付き。
- 通常版にのみ３曲目の五月雨が収録されている。
- PV監督はスミス。春日潤也が出演。
- 初回盤・通常盤両方の購入者に、応募者全員特典があった。
- 初動売り上げは「流星」とさほど変わらなかったが、MUCC史上初のオリコンTOP10入り作品となる。
- TBS系『COUNT DOWN TV』2006年8月度オープニングテーマ。

## 収録曲

### 通常盤
1. 謡声（ウタゴエ） (4:07)
（作詞：逹瑯、作曲：ミヤ・SATOち、編曲：ミヤ・岡野ハジメ）
2. どしゃぶりの勝者 (3:05)
（作詞・作曲・編曲：ミヤ）
3. 五月雨 (4:23)
（作詞・作曲・編曲：ミヤ）
  - シングル「赤盤」に収録されたナンバーを再録したもの。後に『新痛絶』に収録された。

### 初回限定盤
1. 謡声（ウタゴエ） (4:07)
2. どしゃぶりの勝者 (3:05)

## カバー
謡声（ウタゴエ）
- 氣志團 - 2017年11月22日発売の『TRIBUTE OF MUCC -縁[en]-』に収録。